# Brother, Can You Spare a Dime?
"Brother, Can You Spare a Dime?", ibland kretiderad som "Buddy, Can You Spare a Dime?", är en av de mest kända amerikanska sångerna under den stora depressionen.
Den skrevs 1931 av textförfattaren E.Y. "Yip" Harburg och kompositören Jay Gorney. "Brother, Can You Spare a Dime?" var en del av musikalen New Americana från 1932. Den blev mest känd genom inspelningarna av Bing Crosby och Rudy Vallee. Båda versionerna blev utgivna strax innan Franklin Delano Roosevelts val till att bli USA:s president och båda blev #1 hits på musiklistorna. En svensk version, "Blott för gammal vänskaps skull", med text av signaturen Nils-Georg spelades in av Sven-Olof Sandberg 1934.
Andra artister som spelat in låten är:
- Spanky and Our Gang
- George Michael
- Peter Yarrow
- Judy Collins
- Al Jolson
- Karen Lynn Gorney (Jay Gorneys dotter)
- Tom Waits
- Mandy Patinkin